# Diocesi di Ganda
La diocesi di Ganda (in latino Dioecesis Gandana) è una sede della Chiesa cattolica in Angola suffraganea dell'arcidiocesi di Huambo. Nel 2024 contava 633.636 battezzati su 947.826 abitanti. È retta dal vescovo Estêvão Binga.

## Territorio
La diocesi comprende i municipi di Chongoroi, Caimbambo, Cubal e Ganda nella provincia di Benguela e quello di Tchindjendje nella provincia di Huambo in Angola.
Sede vescovile è la città di Ganda, dove si trova la cattedrale di San Giovanni Battista.
Il territorio si estende su 24.447 km² ed è suddiviso in 12 parrocchie.

## Storia
La diocesi è stata eretta il 1º agosto 2024 da papa Francesco con la bolla Superna illa caritas, ricavandone il territorio dalla diocesi di Benguela.

## Cronotassi dei vescovi
Si omettono i periodi di sede vacante non superiori ai 2 anni o non storicamente accertati.
- Estêvão Binga, dal 1º agosto 2024

## Statistiche
La diocesi, al momento dell'erezione nel 2024, su una popolazione di 947.826 persone contava 633.636 battezzati, corrispondenti al 66,9% del totale.
| anno | popolazione | popolazione | popolazione | presbiteri | presbiteri | presbiteri | presbiteri                | diaconi | religiosi | religiosi | parrocchie |
| anno | battezzati  | totale      | %           | numero     | secolari   | regolari   | battezzati per presbitero | diaconi | uomini    | donne     | parrocchie |
| ---- | ----------- | ----------- | ----------- | ---------- | ---------- | ---------- | ------------------------- | ------- | --------- | --------- | ---------- |
| 2024 | 633.636     | 947.826     | 66,9        | 59         | 47         | 12         | 10.739                    |         | 15        | 64        | 12         |